# L'Air (film)
Pour les articles homonymes, voir L'Air.
Pour plus de détails, voir Fiche technique et Distribution.
L'Air (Воздух) est un film de guerre russe réalisé par Alexeï Alexeïevitch Guerman et sorti en 2023.

## Synopsis
Le film se déroule pendant la Seconde Guerre mondiale. Au printemps 1942, des batailles féroces se déroulent sur le front de Leningrad ; d'énormes ressources humaines et techniques sont consacrées à freiner l'avancée des troupes allemandes. Des recrues arrivent dans un régiment d'aviation mixte - des femmes volontaires qui piloteront des avions militaires. Les futures pilotes ne comprennent pas bien ce qui se passe, et le personnel masculin, majoritaire, se méfie des jeunes filles. Elles devront non seulement prouver qu'elles peuvent piloter des avions de chasse aussi bien que les hommes, mais aussi surmonter chaque jour leurs peurs et leurs doutes.
Jenia est une pilote talentueuse dont le seul rêve est de voler de main de maître et de vaincre ses ennemis. Elle se sent plus à l'aise dans le ciel que sur terre, car elle a du mal à nouer des relations avec les autres. Malgré son jeune âge, elle a déjà vécu beaucoup de choses, c'est pourquoi elle essaie de ne pas se rapprocher de qui que ce soit, afin de ne pas revivre la douleur de la perte. Mais ce que Jenia fuit la rattrape. Elle devient la meilleure pilote du régiment, surpassant même les commandants expérimentés grâce à ses compétences, et les autres filles volent de mieux en mieux. Mais malgré la distance émotionnelle qu'elle essaie de garder avec les autres, la mort de ses collègues ne peut s'empêcher de la toucher. Et ils sont de plus en plus nombreux.

## Fiche technique
- Titre original : Воздух, Vozdukh
- Titre français : L'Air[1]
- Réalisation : Alexeï Alexeïevitch Guerman
- Scénario : Alexeï Alexeïevitch Guerman et Elena Kisseliova
- Sociétés de production : Amedia (ru), Metrafilms (ru)
- Pays de production :  Russie
- Langue originale : russe
- Format : Couleurs
- Genre : film de guerre
- Durée : 151 minutes
- Dates de sortie :
  - Japon : 26 octobre 2023
  - Russie : 18 janvier 2024

## Distribution
- Anastassia Talyzina (ru) : Jenia
- Aglaia Tarassova (ru) : Katia
- Sergueï Bezroukov : Astafiev
- Anton Chaguine : Vladimir
- Elena Liadova : Marguerite
- Kristina Lapchina (ru) : Maria
- Evguenia Sviridova (ru) : Silva, la chanteuse